# Traminda ledereri
Traminda ledereri är en fjärilsart som beskrevs av Hans Daniel Johan Wallengren 1897. Traminda ledereri ingår i släktet Traminda och familjen mätare. Inga underarter finns listade i Catalogue of Life.